# Lifetime (Romy)
Lifetime is een nummer van de Britse The xx-zangeres Romy uit 2020. Het is haar eerste solosingle.
"Lifetime" is een dancenummer met een alternatief randje, wat afwijkt van de muziek die The xx normaliter maakt. Romy's bandgenoot Jamie xx heeft ook meegewerkt aan het nummer. Romy schreef het nummer in lockdown, toen ze de buitenwereld en het samenzijn miste. Tijdens het schrijven zat ze in haar kamer, terwijl ze nadacht over hoe kort het leven eigenlijk is en hoe alles verandert. De tekst is optimistisch en gaat over het leven vieren en genieten van het moment. Daarnaast wil Romy met de tekst antwoord bieden op de eenzaamheid die ze voelde tijdens de coronapandemie. Het nummer is dan ook geïnspireerd op de saamhorige sfeer in de nachtclub, vertelde Romy in een interview met NPO 3FM-dj Sagid Carter. Dat euforische gevoel probeert Romy met "Lifetime" over te brengen. Ze wil met het nummer haar liefde voor clubmuziek delen. "Ik ben altijd al dol geweest op clubklassiekers die een kamer verenigen, grote emotionele clubtracks, die je ook kunt meezingen", aldus Romy.
Het nummer bereikte in Vlaanderen de 3e positie in de Tipparade. In Nederland en thuisland het Verenigd Koninkrijk werden geen hitlijsten behaald.